# Pénjamo
Pénjamo  è una città dello stato di Guanajuato, nel Messico centrale, capoluogo dell'omonima municipalità.
La municipalità conta 40.070 abitanti (2010) e ha un'estensione di 1.561,25 km².
La città è ricordata come il luogo di nascita di Miguel Hidalgo y Costilla, eroe della guerra d'indipendenza del Messico.